# 淨口蘚
淨口蘚（学名：Gymnostomum inconspicuum）为叢蘚科淨口蘚屬下的一个种。